# 東興海運
東興海運（とうこうかいうん、英語: TOKO KAIUN KAISHA, LTD.）は神戸市中央区明石町に本社を置く日本の海運会社である。
独立系の海運会社で業界中堅。北米・中南米・アジア・中東・インド海域での外航海運が中心で日本からの鋼材輸送に実績があり、プラントカーゴ・輸入穀物等も取扱う。また中国・インド・中東向けの一般貨物、建機・車輌輸送も拡充している。

## 沿革
- 1935年 - 井髙岩一郎が内航海運業に着手。
- 1949年 - 兵庫県神戸市を本社とし、商号を現在の名称に変更。
- 1959年 - 外航海運に進出。
- 1964年 - 本社移転。（現在の所在地である神戸市中央区明石町に移転）
- 1970年 - シンガポール駐在事務所開設。
- 1971年 - サンフランシスコ、ロングビーチ駐在事務所開設。
- 1974年 - ニューヨーク駐在事務所開設。
- 1977年 - 台北駐在事務所開設。
- 1978年 - ニューオリンズ、ヒューストン駐在事務所開設。
- 1979年 - ロンドン駐在事務所開設。
- 1985年 - 香港駐在事務所開設。

　　　　　　　　 シンガポールにTOKO LINE(SP)PTE.,LTD.を設立。
- 1988年 - トーコーライナーサービス株式会社、株式会社東興洋行を設立。
- 1994年 - 東京事務所を現所在地である東京都中央区日本橋室町1丁目8番10号に移転。

## 国内関連会社
- トーコーライナーサービス株式会社